# Bukovec (1061 m)
Bukovec (1061 m) – szczyt w Starohorskich Wierchach na Słowacji. Znajduje się w miejscowości Motyčky, w południowych zboczach doliny Starohorskiego potoku. Zachodnie stoki opadają do Doliny Bukowskiej (Bukovská dolina), wschodnie do doliny niewielkiego dopływu Starohorskiego potoku. 
Bukovec jest całkowicie porośnięty lasem i nie prowadzi przez niego żaden szlak turystyczny.